# Club Atlético Artigas
El Club Atlético Artigas (mencionado a veces como Artigas SAD en artículos de prensa por el nombre de la Sociedad Anónima Deportiva que lo gestiona actualmente) es un equipo uruguayo de fútbol del departamento homónimo, recientemente ascendido a la Segunda División Profesional de Uruguay. Fue fundado el 18 de marzo de 1927 en el barrio montevideano de La Teja.
El club lleva su nombre en honor a José Gervasio Artigas, militar y estadista rioplatense que actuó durante la Guerra de la Independencia de las Provincias Unidas del Río de la Plata, y que es conocido como «Jefe de los Orientales» por su rol determinante dentro del proceso independentista uruguayo.
En 2014, tras 42 años de ausencia, Artigas retornó a la actividad futbolística, y desde 2022 atravesó cambios mayores: mudó oficialmente su localía al Departamento de Artigas por determinación de las autoridades de la Sociedad Anónima Deportiva, para generar un mayor arraigo con tal localidad del norte del pais, además de potenciar el desarrollo deportivo en la zona.
En 2024 se coronó campeón de la Primera División Amateur, tercera categoría del fútbol uruguayo, logrando el ascenso hacia la Segunda División Profesional.

## Historia

### Sus inicios
El Club Atlético Artigas surgió el 18 de marzo de 1927 en el barrio de La Teja de la ciudad de Montevideo. Fue fundado por Sixto Causeglia (quien ofició como primer presidente), Antonio Spinetti (secretario), Raymundo Cumbrao, Ernesto Acosta, Héctor Alcardi, Alejandro Malaina y Gregorio Mattos.
Fue el primer club del barrio montevideano de La Teja en obtener un título, al consagrarse en 1934 campeón de la hoy desaparecida Divisional Extra. Posteriormente obtiene el título de la Extra nuevamente en 1938 y en 1946. En 1947 gana el campeonato de la Divisional Intermedia (nivel 3), lo que le permite disputar por primera vez en su historia el torneo de Primera División "B" (nivel 2) en 1948.
Continuando con su crecimiento institucional, al año siguiente inaugura su propio estadio, el Parque Sixto Causeglia (actualmente desaparecido), frente a Bella Vista en partido que finaliza empatado sin goles. El equipo permaneció en la segunda categoría durante 5 temporadas hasta su descenso en 1952, siendo estos los 5 años más importantes en la historia del club. En los años siguientes, Artigas compitió en el ascenso profundo, alternando entre la Divisional Intermedia y la Extra (de la que se consagraría campeón nuevamente en 1968) hasta su desafiliación en 1971.

### 2014: Regreso a la actividad
En 2014, tras 42 años de ausencia, retorna a la actividad futbolística para disputar el campeonato de la entonces llamada Segunda División Amateur (nivel 3, escalón más bajo). El primer año finaliza en una optimista 6.ª posición con 16 puntos, pero al año siguiente es penúltimo (12.º) con 5 puntos. Sus actuaciones posteriores no mejoraron: último (15°) en 2017, 12° en 2018 y 14° en 2019. Finalmente tanto en 2020 como en 2021, torneos jugados con series clasificatorias, no logró avanzar a la fase final.

### 2022: Artigas SAD y mudanza

Mapa de Uruguay, departamento Artigas

En 2022 se formó la SAD del Club Artigas, la cual fue conformada por inversores del departamento de Artigas, entre ellos Rafael Monge, que hace tiempo buscaban conformar un equipo que representara al departamento en las competiciones AUF. Los inversores mudaron la localía a la ciudad de Artigas (y Bella Unión como alternativa).

En 2023 el equipo fue dirigido por Mario Saralegui, y al irse, la continuidad del trabajo recayó en quien era su ayudante técnico, Carlos Bueno, quien conformó su equipo de trabajo junto a Joe Emerson Bizera. En el campeonato de 2024 lograron una gran actuación, finalizando primeros de la Tabla Anual con 35 puntos. Sin embargo, un reclamo ante la AUF por parte del equipo de Central Español por el ingreso indebido de un asistente al campo de juego en el partido frente al palermitano, generó la sanción de pérdida de 3 puntos (que fueron ganados por Central) y que finalmente ambos equipos terminaran empatados en primera posición con 32 puntos. Debido a demoras en los procesos en los tribunales, el partido  final de desempate por el título se disputó recién el 22 de diciembre de 2024 en el Estadio Ubilla de Melo, con victoria para los artiguenses por 1:0 (gol convertido por Diego Rodriguez). De esta forma, el C.A. Artigas regresa a la Segunda División después de 72 años, y al mismo tiempo, será el primer representante del departamento de Artigas en la historia del profesionalismo.

## Escudo y bandera
Tanto el escudo como la bandera se componen de un diseño parecido, basado en los colores artiguistas. En ambos casos se dividen en tres franjas, horizontales en la bandera y verticales en el escudo, de color azul, blanca y azul respectivamente, con un bastón diagonal en color rojo y con la inscripción "C. A. A.".

## Uniforme

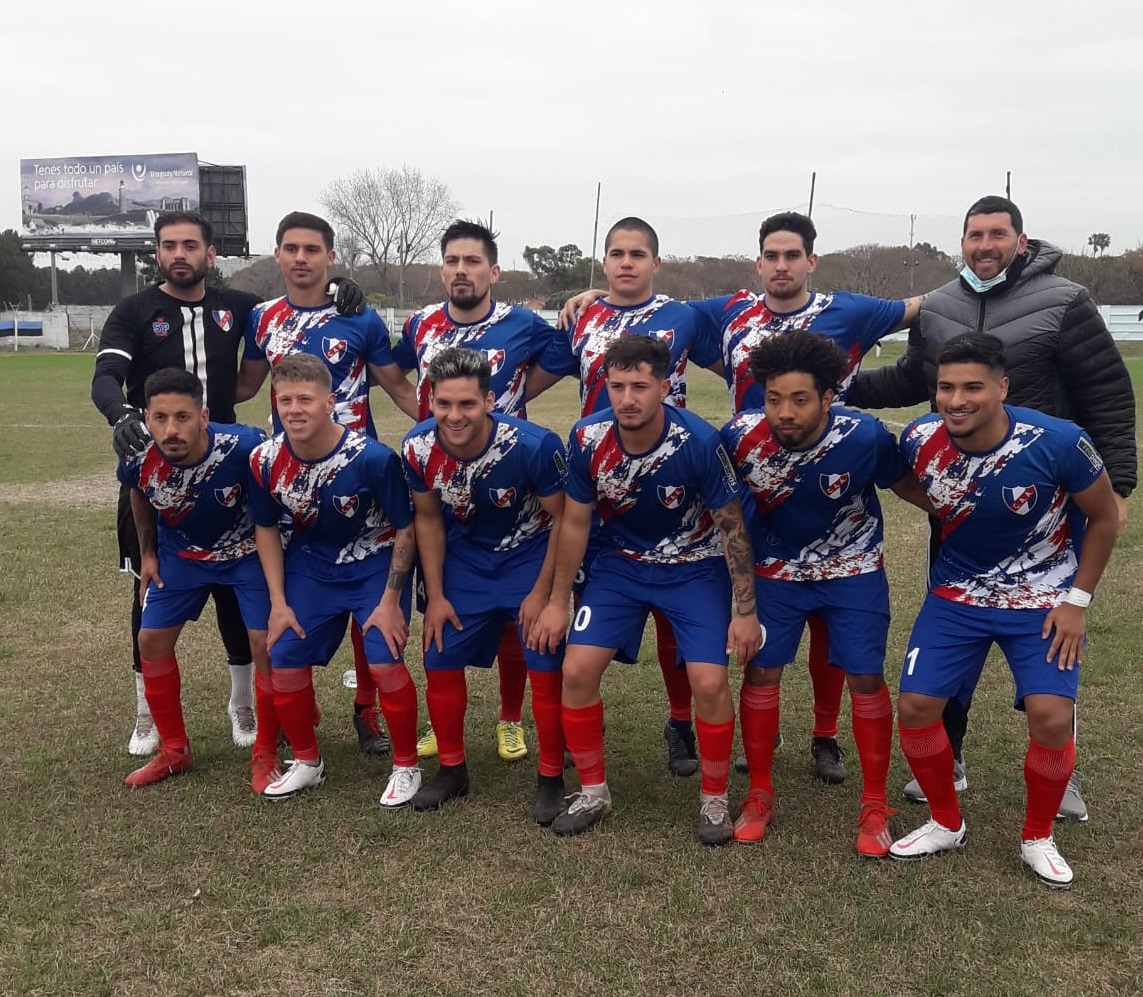
Plantel en la temporada 2021.

### Uniforme titular
Lo usual es que el uniforme y los símbolos del club (escudo y bandera) reinterpretan la simbología de la bandera de Artigas. Por lo tanto, el uniforme titular suele ser una camiseta azul y blanca a franjas verticales con una banda diagonal roja, pantalón azul y medias azules.
En 2021 usó una equipación mayoritariamente azul, con detalles en rojo y blanco. En 2023 para adelante, bajo la gestión de Artigas SAD, ha utilizado un uniforme totalmente blanco con detalles rojos y azules. La selección de fútbol de Artigas también utiliza camiseta blanca pero con short y medias azules. 

### Uniforme alternativo
Se compone de una camiseta blanca con una banda diagonal roja, pantalón blanco, medias blancas.

## Palmarés

#### Torneos nacionales oficiales de la AUF
Artigas es el equipo que más veces ha ganado la Divisional Extra (4 veces) pero esto ha sido realizado en distintos niveles de competencia (ya que la Extra por momentos fue la tercera divisional en importancia y en otros momentos fue la cuarta divisional) y con la nota que una de esas conquistas fue dentro de la Liga Uruguaya de Football Amateur.
| Torneos nacionales | Torneos nacionales | Torneos nacionales       | Torneos nacionales | Torneos nacionales |
| Nivel              | Títulos            | Competición              | Años               | Subcampeonato      |
| ------------------ | ------------------ | ------------------------ | ------------------ | ------------------ |
| Tercera categoría  | 3                  | Divisional Extra         | 1938               |                    |
| Tercera categoría  | 3                  | División Intermedia      | 1947               |                    |
| Tercera categoría  | 3                  | Primera División Amateur | 2024               |                    |
| Cuarta categoría   | 3                  | Divisional Extra (LUFA)  | 1934               |                    |
| Cuarta categoría   | 3                  | Divisional Extra         | 1946, 1968         |                    |

## Datos históricos
Datos actualizados a la temporada 2025.
- Temporadas en Primera División Profesional: 0
- Temporadas en Segunda División Profesional: 6 (1948-1952 / 2025)
  - Debut: 1948.
  - Partido debut: Progreso 3-0 Artigas (08/08/1948)[11]

### Participación en Copa Uruguay
El Club Atlético Artigas debutó con victoria en la primera edición de la Copa Uruguay de 2022, en la primera fase ante Wanderers Juvenil de Tacuarembó por marcador de 1-2 en el Estadio Raúl Goyenola, luego en la segunda fase le tocaría jugar ante Central Español, encuentro que terminaría empatado 1-1 y siendo derrotado en la tanda de penales. 
| edición | Competición            | Posición               | PJ                     | PG                     | PE                     | PP                     | GF                     | GC                     | Dif.                   | Pts.                   | Notas                  |
| ------- | ---------------------- | ---------------------- | ---------------------- | ---------------------- | ---------------------- | ---------------------- | ---------------------- | ---------------------- | ---------------------- | ---------------------- | ---------------------- |
| 2022    | Copa AUF Uruguay       | Segunda Fase           | 2                      | 1                      | 1                      | 0                      | 3                      | 2                      | +1                     | 4                      |                        |
| 2023    | Decidió no participar. | Decidió no participar. | Decidió no participar. | Decidió no participar. | Decidió no participar. | Decidió no participar. | Decidió no participar. | Decidió no participar. | Decidió no participar. | Decidió no participar. | Decidió no participar. |
| 2024    | No clasificado.        | No clasificado.        | No clasificado.        | No clasificado.        | No clasificado.        | No clasificado.        | No clasificado.        | No clasificado.        | No clasificado.        | No clasificado.        | No clasificado.        |